# Treman
Treman är ett dryckesspel där man utifrån två tärningslag ska dricka valfri dryck. Drycken består ofta av öl eller cider.

## Spelregler
Vid spelets början utser man en treman. Treman blir vanligtvis den äldsta spelaren, men regionala skillnader förekommer. Denna person börjar med att slå de båda tärningarna. Följande scenarion kan då inträffa:
- Båda tärningarna visar lika: Kastaren får dela ut samma antal klunkar dryck som tärningarnas ögon visar. Exempelvis innebär två fyror att antingen åtta klunkar får delas ut till en enskild person eller fyra klunkar vardera till två personer. Det går alltså inte att ge en klunk var till åtta personer eller göra andra uppdelningar. Tärningskastaren får gärna själv dricka klunkarna. Detta är mer regel än undantag när tärningarna visar två ettor. Slår man två ettor bör man säga "gentlemanna" och ta två klunkar själv för att undvika att få många klunkar själv senare i spelet.
- Tärningarna visar sammanlagt sju: Kastaren säger "seven ahead" och nästa person i tur att slå får ta en klunk.
- Tärningarna visar sammanlagt nio: Kastaren säger "nine behind" och personen före i turordningen får ta en klunk.
- Tärningarna visar sammanlagt elva: Alla spelare måste hålla ett finger på näsan, i vissa fall bestäms att det är flaskan/burken som skall vidröra näsan, detta ger naturligt en mer effektfull och varsam rörelse. Den sista spelare som gör detta måste ta en klunk.
- Tärningarna visar tre i någon kombination: För varje trea som man kan få ihop med tärningarna måste den som är treman ta en klunk. 1+2 ger en klunk till treman, likaså 3+4 som även ger "seven ahead" till nästa person i turordningen. 3+3 ger två klunkar till treman samtidigt som totalt sex klunkar skall delas ut av tärningskastaren.
- Inget av ovanstående: Turen går vidare till nästa spelare i ordningen att kasta tärningarna.
- Minst en tärning visar en trea, och kastaren är samtidigt treman: Vid detta specialfall blir den som är treman av med titeln treman så fort som denna slår en ogiltig tärningskombination vilket vanligtvis skulle resultera i att turen går vidare till nästa person. Den vanligaste regeln är att tremannen själv får utse en ny treman. Dock måste tärningarna ha gått ett helt varv i ringen innan en treman kan bli av med titeln.

Ett regeltillägg är ofta att man får samla klunkar på hög. Ett exempel är om en deltagare behöver uppsöka toaletten. Under tiden denna spelare är ute ur ringen kan tärningskastarna välja att dela ut klunkar till denna person som sedan vid återinträde i spelet får dricka dessa. Det är inte helt ovanligt att man på kort tid på detta vis kan få närmare hundra klunkar att dricka.
Ett annat regeltillägg kan vara att den som slår kombinationen 6+6 får välja mellan att dela ut 12 klunkar ELLER att hitta på en regel. Den som bryter mot regeln blir därefter systematiskt treman. Regeln består fram tills någon annan slår 6+6, denne kan då ändra eller häva regeln.
Det finns inga vinnare i Treman. Inte heller några förlorare.